# Світ мультсеріалу «Губка Боб Квадратні Штани»
Губка Боб Квадратні Штани — американський мультсеріал. У цій статті описани його світ та локації.

## Бікіні Боттом
Дія майже всіх серій відбувається в підводному містечку Бікіні Боттом, що розташоване на дні Тихого океану біля відомого атолу. Бікіні Боттом схожий на звичайне людське місто, тут присутні спальний район, передмістя, пляж, аеропорт, автобусні зупинки, парк розваг, в'язниця і багато іншого. Як одного дня сказав Стівен Гілленбург: «Образ Бікіні Боттом багато в чому був змальований з міста Сієтл, штат Вашингтон». Прикладом тому служить серія «Pre-hibernation Week», у якій Губка Боб і Сенді б'ються на вершині високої споруди під назвою «Сі Нідл» («Морська голка»), що є відсиланням до головної пам'ятки Сієтлу, башти Спейс Нідл. Деякий вплив на концепцію міста також надав улюблений серіал Гілленбурга «Рятувальники Малібу».

## Місця за межами Бікіні Боттом

### Атлантис
Атлантис — місто дуже розвинених риб. Щоб потрапити туди, треба мати при собі амулет Атлантису.

### Новий Кельп (Нью-Кельп)
З'являється лише в серії «What Ever Happened to SpongeBob?». Місто є пародією на Нью-Йорк. У цій серії, коли Спанч Боб одразу потрапив до Нового Кельпу, місто було бідним та пустим. І раптом Спанч Боб зголоднів і вирішив влаштуватися на роботу до банку, але в нього нічого не вийшло, оскільки у місті займалися важливими речима, а Спанч Боб пускав мильні бульбашки. Також він влаштувався на роботу будівельником, але і звідти його звільнили, бо він підіймався вгору на мильній бульбашці, щоб забивати цвяхи. Але Спанч Боб за допомогою мильних бульбашок звільнив місто від банди, яка грабувала місцевих. Він просто помістив банду до мильної бульбашки, і вони полетіли в ній. З того часу у Новому Кельпі стали пускати мильні бульбашки, а Спанч Боб завдяки цьому став мером міста. І всі у місті вихваляли Спанч Боба. А гербом Нового Кельпа, звісно, стала мильна бульбашка, як символ свободи. Але через бульбашки рівень бачення навколо у Новому Кельпі був знижений до нуля, тож Спанч Боб повернувся до Красті Крабс на роботу. Власне Новий Кельп має кілька хмарочосів. Один з них схожий на Емпайр-стейт-білдінг.

### Україна
Там живе продавчиня зоомагазину. Коли Губка Боб з Гері шукали корм для равликів, єдиний раз з'явилася в серії "Пластівці".

### Кам'яна Безодня (Рок Боттом)
З'являється в одноіменній серії. Місто, що знаходиться біля Бікіні Боттом, але у кам'яній безодні. 